# 農業・食料・漁業・農村省
農業、食品、林業省（のうぎょう・しょくりょう・ぎょぎょう・のうそんしょう、フランス語：Ministère de l'agriculture, de l'agroalimentaire et de la forêt）は、フランスの農業、食品、林業に関する規制と政策を担当する政府機関である。

## 解説
同省の本部は、7区 (パリ)のヴァレンヌ通り78番地にあるヴィルロワホテルに位置しており、マティニョンホテルに隣接している。
2012年6月21日以前は、同省の管轄範囲は若干異なり、正式名称は「農業、食品、漁業、地方事務、空間計画省」（フランス語：Ministère de l'Agriculture, de l'Alimentation, de la Pêche, de la Ruralité et de l'Aménagement du territoire）であった。
食品、農業、林業の地域局（DRAAFs）は、農業、食品（特に健康安全）、水産養殖、林業の政策の実施を監督している。その任務は、農業教育の内容と組織をカバーしている。この組織は、農業、食品産業、林業、淡水養殖の分野での雇用政策に貢献している。

## 大臣
農業、食品、漁業、地方事務大臣は、フランス政府の閣僚である。
- Alexandre Goüin 1840年3月1日 - 1840年10月29日

…
- Paul Devès 1881年11月14日 - 1882年1月30日
- François de Mahy 1882年1月30日 - 1883年2月21日
- Jules Méline 1883年2月21日 - 1885年4月6日
- Hervé Mangon 1885年4月6日 - 1885年11月9日
- Pierre Gomot 1885年11月9日 - 1886年1月7日
- Jules Develle 1886年1月7日 - 1887年5月30日
- François Barbe 1887年5月30日 - 1887年12月12日
- Jules Viette 1887年12月12日 - 1889年2月22日
- Léopold Faye 1889年2月22日 - 1890年3月17日
- Jules Develle 1890年3月17日 - 1893年1月11日
- Albert Viger 1893年1月11日 - 1895年1月26日
- Antoine Gadaud 1895年1月26日 - 1895年11月1日
- Albert Viger 1895年11月1日 - 1896年4月29日
- Jules Méline 1896年4月29日 - 1898年6月28日
- Albert Viger 1898年6月28日 - 1899年6月22日
- Jean Dupuy 1899年6月22日 - 1902年6月7日
- Léon Mougeot 1902年6月7日 - 1905年1月24日
- Joseph Ruau 1905年1月24日 - 1910年11月3日
- Maurice Raynaud 1910年11月3日 - 1911年3月2日
- Jules Pams 1911年3月2日 - 1913年1月17日
- Fernand David 1913年1月21日 - 1913年3月22日
- Étienne Clémentel 1913年3月22日 - 1913年12月9日
- Maurice Raynaud 1913年12月9日 - 1914年6月9日

- Adrien Dariac 1914年6月9日 - 1914年6月13日
- Fernand David 1914年6月13日 - 1915年10月29日
- Jules Méline 1915年10月29日 - 1916年12月12日
- Étienne Clémentel 1916年12月12日 - 1917年3月20日
- Fernand David 1917年3月20日 - 1917年11月16日
- Victor Boret 1917年11月16日 - 1919年7月20日
- Joseph Noulens 1919年7月20日 - 1920年1月20日
- Joseph Ricard 1920年1月20日 - 1921年1月16日
- Edmond Lefebvre du Prey 1921年1月16日 - 1922年1月15日
- Henry Chéron 1922年1月15日 - 1924年3月29日
- Joseph Capus 1924年3月29日 - 1924年6月14日
- Henri Queuille 1924年6月14日 - 1925年4月17日
- Jean Durand 1925年4月17日 - 1926年4月10日
- François Binet 1926年4月10日 - 1926年7月19日
- Henri Queuille 1926年7月19日 - 1928年11月11日
- Jean Hennessy 1928年11月11日 - 1930年2月21日
- Henri Queuille 1930年2月21日 - 1930年3月2日
- Fernand David 1930年3月2日 - 1930年12月13日
- Victor Boret 1930年12月13日 - 1931年1月27日
- André Tardieu 1931年1月27日 - 1932年1月14日
- Achille Armand Fould 1932年1月14日 - 1932年2月20日
- Claude Chauveau 1932年2月20日 - 1932年6月3日
- Abel Gardey 1932年6月3日 - 1932年12月18日
- Henri Queuille 1932年12月18日 - 1934年11月8日
- Émile Casset 1934年11月8日 - 1935年6月1日
- Paul Jacquier 1935年6月1日 - 1935年6月7日
- Pierre Cathala 1935年6月7日 - 1936年1月24日
- Paul Thellier 1936年1月24日 - 1936年6月4日
- Georges Monnet 1936年6月4日 - 1938年1月18日
- Fernand Chapsal 1938年1月18日 - 1938年3月13日
- Georges Monnet 1938年3月13日 - 1938年4月10日
- Henri Queuille 1938年4月10日 - 1940年3月21日
- Paul Thellier 1940年3月21日 - 1940年6月16日
- Albert Chichery 1940年6月16日 - 1940年7月12日
- Pierre Caziot 1940年7月12日 - 1942年4月18日
- Jacques Le Roy Ladurie 1942年4月18日 - 1942年9月11日
- Max Bonnafous 1942年9月11日 - 1944年1月6日
- Pierre Cathala 1944年1月6日 - 1944年8月20日
- François Tanguy-Prigent 1944年9月4日 - 1947年10月22日
- Marcel Roclore 1947年10月22日 - 1947年11月24日
- Pierre Pflimlin 1947年11月24日 - 1949年12月2日
- Gabriel Valay 1949年12月2日 - 1950年7月3日
- Pierre Pflimlin 1950年7月3日 - 1951年8月11日
- Paul Antier 1951年8月11日 - 1951年11月21日
- Camille Laurens 1951年11月21日 - 1953年6月28日
- Roger Houdet 1953年6月28日 - 1955年2月23日
- Jean Sourbet 1955年2月23日 - 1956年2月1日
- Roland Boscary-Monsservin 1957年11月6日 - 1958年6月9日
- Roger Houdet 1958年6月9日 - 1959年5月27日
- Henri Rochereau 1959年5月27日 - 1961年8月24日
- Edgard Pisani 1961年8月24日 - 1966年1月8日
- Edgar Faure 1966年1月8日 - 1968年7月10日
- Robert Boulin 1968年7月10日 - 1969年6月16日
- Jacques Duhamel 1969年6月16日 - 1971年1月8日
- Michel Cointat 1971年1月8日 - 1972年7月7日
- Jacques Chirac 1972年7月7日 - 1974年3月1日
- Raymond Marcellin 1974年3月1日 - 1974年5月28日
- Christian Bonnet 1974年5月28日 - 1977年3月30日
- Pierre Méhaignerie 1977年3月30日 - 1981年5月22日
- Édith Cresson 1981年5月22日 - 1983年3月22日
- Michel Rocard 1983年3月22日 - 1985年4月4日
- Henri Nallet 1985年4月4日 - 1986年3月20日
- François Guillaume 1986年3月20日 - 1988年5月12日
- Henri Nallet 1988年5月12日 - 1990年10月2日
- Louis Mermaz 1990年10月2日 - 1992年10月2日
- Jean-Pierre Soisson 1992年10月2日 - 1993年3月29日
- Jean Puech 1993年3月29日 - 1995年5月18日
- Philippe Vasseur 1995年5月18日 - 1997年6月4日
- Louis Le Pensec 1997年6月4日 - 1998年10月20日
- Jean Glavany 1998年10月20日 - 2002年2月25日
- François Patriat 2002年2月25日 - 2002年5月7日
- Hervé Gaymard 2002年5月7日 - 2004年3月31日
- Hervé Gaymard 2004年3月31日 - 2004年11月29日
- Dominique Bussereau 2004年11月29日 - 2007年5月15日
- Christine Lagarde 2007年5月18日 - 2007年6月18日
- Michel Barnier 2007年6月19日 - 2009年6月22日
- Bruno Le Maire 2009年6月23日 - 2012年5月15日
- Stéphane Le Foll 2012年5月16日 - 2017年5月10日
- Jacques Mézard 2017年5月17日 - 2017年6月19日
- Stéphane Travert 2017年6月21日 - 2018年10月16日
- Didier Guillaume 2018年10月16日 - 2020年7月6日
- Julien Denormandie 2020年7月6日 - 2022年5月20日
- Marc Fesneau 2022年5月20日 - 2024年9月21日
- Annie Genevard 2024年9月21日 - 現職